# 武蔵台遺跡
武蔵台遺跡（むさしだいいせき）は、東京都府中市武蔵台二丁目にある旧石器時代から縄文時代、奈良時代、平安時代にかけての複合遺跡。東隣に隣接し、現在「武蔵台遺跡公園」として整備されている武蔵台東遺跡（東京都府中市武蔵台2-29）とは別の遺跡である。

## 概要
府中市域の最北西端かつ最高標高地近く、国分寺崖線の上面台地にある武蔵台の雑木林に覆われた自然の多い場所に位置する。東京都立府中病院（現・東京都立多摩総合医療センター）の建設にあたって、1979年（昭和54年）に事前調査を行なったのが最初の発掘調査で、1981年（昭和56年）から1982年（昭和57年）にかけての第2次調査では、都内最古級の石器が出土した。その後も発掘調査は断続的に行なわれ、2003年（平成15年）から2007年（平成19年）にかけて東京都埋蔵文化財センターによって調査されたのが最後である。

## 出土資料
旧石器時代の石器は、約27,000点が出土した。武蔵国分寺跡関連遺跡、多摩蘭坂遺跡からの出土物と合わせると約40,000点に達しており、南関東地方で最大級である。郷土の森博物館に一部が展示されている。
縄文時代早期、中期の土器の一部も、早期集落の復元ジオラマとともに郷土の森博物館に展示されている。
平安時代の遺構からは天平宝字元年（757年）のものとみられる具注暦の残る漆紙文書が出土している。

## 所在地
- 〒183-8524 東京都府中市武蔵台二丁目8-29

## アクセス
- 中央線・武蔵野線 西国分寺駅 より徒歩約15分

### 発掘調査報告書
- 府中病院内遺跡調査団『武蔵台遺跡』 1巻、1984年（原著1984年）。 NCID BN0556800X。
- 府中病院内遺跡調査団『武蔵台遺跡』1989年5月（原著1989年5月）。 NCID BN04469261。
- 坂詰, 秀一、早川, 泉、河内, 公夫、大倉, 利明、大澤, 進、小川, 望、上條, 朝宏、坂上, 寛一 ほか『武蔵国分寺跡西方地区　武蔵台遺跡2』東京都府中市武蔵台2-9-2、1996年12月21日（原著1996年12月21日）。 NCID BN0556800X。
- 坂詰, 秀一、早川, 泉、河内, 公夫、時枝, 克安、小川, 望『武蔵国分寺跡西方地区　武蔵台遺跡3』1996年1月30日（原著1996年1月30日）。 NCID BN0556800X。
- 坂詰, 秀一、早川, 泉、戸堀, 功、今野, 和浩『武蔵国分寺跡西方地区　府中病院道路拡張に伴う試掘調査報告書1』東京都府中市武蔵台2-9-2、1997年9月5日（原著1997年9月5日）。 NCID BA34707673。
- 坂詰, 秀一、早川, 泉、松坂, 有司、和久, 裕昭『武蔵国分寺跡西方地区　府中病院道路拡張に伴う調査報告書』1999年3月31日（原著1999年3月31日）。 NCID BA34707673。
- 坂詰, 秀一、坂東, 雅樹、早川, 泉、大谷, 猛、河内, 公夫、福田, 健司『武蔵国分寺跡西方地区　武蔵台遺跡IV』1999年3月31日（原著1999年3月31日）。 NCID BA42713183。
- 岩橋, 陽一『武蔵台遺跡』 78巻東京都多摩市落合1-14-2〈東京都埋蔵文化財センター調査報告〉、2000年2月22日（原著2000年2月22日）。 NCID BA46324809。
- 岩橋, 陽一『武蔵台遺跡』 78巻東京都多摩市落合1-14-2〈東京都埋蔵文化財センター調査報告〉、2000年2月22日（原著2000年2月22日）。 NCID BA46324809。
- 伊藤, 健、江里口, 省三、松崎, 元樹、上條, 朝宏『武蔵国分寺跡関連遺跡・武蔵台遺跡』 239巻東京都多摩市落合1-14-2〈東京都埋蔵文化財センター調査報告〉、2010年3月31日（原著2010年3月31日）。 NCID AN00155536。